# El hombre invisible (película)
El hombre invisible (título original: The Invisible Man) es una película de ciencia ficción y una comedia de terror de 1933 dirigida por James Whale. El guion está basado en la novela homónima de H. G. Wells. La cinta fue protagonizada por Claude Rains y Gloria Stuart.

## Trama
Un hombre llamado Jack Griffin (Claude Rains), cuyo rostro está cubierto por vendajes, llega a la aldea de Iping, donde pide alojamiento en una posada. El individuo le indica a la dueña que quiere estar solo, sin interrupciones. Mientras tanto, en la ciudad de Griffin, su novia Flora (Gloria Stuart) está preocupada por su paradero. Antes de irse, Griffin estaba trabajando en un experimento secreto, pero se fue sin decir cuándo volvería. Aunque el padre de Flora –Dr. Cranley (Henry Travers)– intenta calmarla, Arthur Kemp (William Harrigan), compañero de Griffin, le comenta que la ausencia del científico prueba que ella no le importaba lo suficiente.
Una semana después, Griffin continúa encerrado en la habitación de la posada, inmerso en sus experimentos químicos. Los dueños de la posada intentan echarlo del lugar, ya que no había pagado la renta, pero el científico se enoja y golpea al dueño. Cuando llega la policía, Griffin se quita los vendajes de la cabeza, revelando que es invisible, lo cual provoca el pavor de las personas presentes. Cuando intentan atraparlo, el hombre logra escapar sin ser visto, ya que se quita la ropa.
Tras el escape de Griffin, el Dr. Cranley y Kemp registran su laboratorio en busca de pistas sobre su paradero. Allí encuentran una lista de sustancias químicas escrita por Griffin, entre las cuales se encuentra una llamada “monocaína”. El padre de Flora explica que es una sustancia rara, que al ser probada en un perro lo volvió blanco y le provocó rabia. Esa noche, Griffin visita a Kemp, revelándole su situación. Griffin le propone aprovechar su situación para llevar a cabo crímenes y sembrar el terror, amenazando con matarlo si se negaba.
Griffin conduce a Kemp a la posada de la aldea para recuperar sus libros y anotaciones. El científico aprovecha el viaje para asustar a quienes estaban en la posada, matando a un policía. La noticia del asesinato llega a oídos de las autoridades, que montan un gran operativo policial para la captura del hombre invisible. Kemp, mientras tanto, telefonea al Dr. Cranley y le explica lo que sucedió. Tras esto, el padre de Flora y la joven van a la casa de Kemp. Sin embargo, las ansias de poder de Griffin impiden que acepte su ayuda, y cuando descubre que la policía ha rodeado la casa escapa y amenaza con matar a Kemp.
Griffin comienza a sembrar el terror en la población, asesinando personas y provocando accidentes. A la noche siguiente, Griffin sorprende a Kemp y empuja su automóvil por un barranco, matándolo. Hacia el final de la película, Griffin es atrapado en un granero por la policía, que aprovecha una nevada para poder ver sus pisadas y dispararle. El científico es trasladado al hospital, donde muere acompañado de Flora. Justo tras su muerte se vuelve de nuevo visible.

## Reparto
- Claude Rains - Jack Griffin.
- Gloria Stuart - Flora Cranley.
- William Harrigan - Dr. Arthur Kemp
- Henry Travers - Dr. Cranley
- Una O'Connor - Jenny Hall.
- Forrester Harvey - Herbert Hall.
- Holmes Herbert - Jefe de policía.
- E.E. Clive - Constable Jaffers.
- Duddley Digges - Inspector jefe.
- Harry Stubbs - Inspector Bird.
- Donald Stuart - Inspector Lane.
- Merle Tottenham - Millie.

## Producción

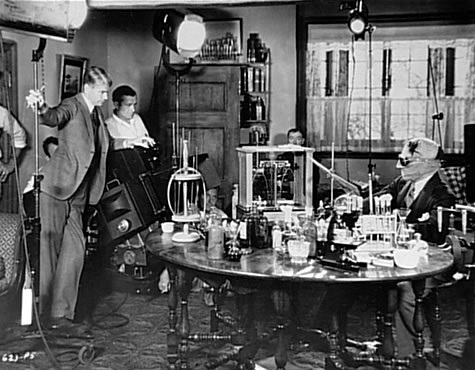
James Whale en un momento del rodaje.

El proyecto fue asignado en un principio al director Cyril Gardner, quien fue posteriormente reemplazado por James Whale. Entre los actores contactados para interpretar a Jack Griffin estuvo Boris Karloff, pero rechazó el papel tras las presiones del productor Carl Laemmle, Jr. de bajar su salario. Otros actores considerados para el rol fueron Chester Morris, Paul Lukas y Colin Clive, pero el papel fue finalmente asignado a Claude Rains a petición del director. Este fue el primer rol protagónico de Rains, lo cual lo catapultó a la fama.
El rodaje de la película fue realizado entre junio y agosto de 1932, y tuvo lugar en los estudios de Universal Pictures en Los Ángeles (California). El rodaje fue suspendido temporalmente el 15 de agosto de aquel año, producto de un incendio que quemó una escenografía.
Los efectos especiales de la cinta estuvieron a cargo de John P. Fulton, quien contó con la colaboración de John J. Mescall, Frank D. Williams, Roswell A. Hoffmann y Bill Heckler. Fulton recurrió a diversas técnicas para lograr el efecto de invisibilidad del protagonista, tales como stop motion, doble exposición y cables. Una de las técnicas utilizadas consistió en vestir a Claude Rains con terciopelo negro bajo los vendajes y ropa, y filmarlo frente a un fondo negro. Estas escenas eran luego combinadas con las tomas donde aparecían los demás actores y la escenografía. En la escena final de la película, donde el efecto del suero deja de surtir efecto, se muestra cómo el protagonista lentamente se hace visible. Esto se logró filmando de forma gradual los elementos que aparecen en pantalla (la almohada hundida, la calavera, los músculos de la cara), para finalizar con el rostro de Claude Rains. Además de estas técnicas, fue necesario retocar cerca de 64.000 fotogramas.

## Recepción
El hombre invisible obtuvo una respuesta positiva por parte de la crítica cinematográfica. La película posee un 100 % de comentarios "frescos" en el sitio web Rotten Tomatoes, basado en un total de 31 críticas. Fue además escogida por el sitio Filmsite como una de las mejores cintas de 1933. La mayoría de los críticos de cine destacaron la actuación de Claude Rains, además de los efectos especiales y el humor de la película. Según el periódico The New York Times, H. G. Wells, autor de la novela en que se basa la película, sostuvo que le gustó la adaptación, pero criticó el cambio de personalidad del protagonista, que pasa de ser un científico brillante en el libro a un "lunático" en la cinta. El director, James Whale, se defendió argumentando que el cambio se realizó para apelar a la "audiencia de mente racional", según la cual "solo un lunático querría hacerse invisible".
En 2008, la Biblioteca del Congreso de Estados Unidos la escogió junto a otras cintas para formar parte del National Film Registry, un archivo cinematográfico que se dedica a conservar películas "cultural, histórica o estéticamente significativas".

## Otras películas
Tras su estreno, Universal Pictures creó otras películas basadas en la historia de H. G. Wells. En 1940 se estrenó The Invisible Man Returns, película dirigida por Joe May y protagonizada por Vincent Price, que hacía referencia a varios de los sucesos ocurridos en la cinta de 1933. El mismo año se estrenó The Invisible Woman, que combinaba ciencia ficción con comedia. En 1942 se estrenó Invisible Agent, cuya historia hacía referencia al contexto existente durante la Segunda Guerra Mundial. Dos años más tarde se produjo The Invisible Man's Revenge, y en 1951 Abbott and Costello Meet the Invisible Man.